# Ribes pseudofasciculatum
Ribes pseudofasciculatum là một loài thực vật có hoa trong họ Grossulariaceae. Loài này được K.S. Hao miêu tả khoa học đầu tiên năm 1936.